# الإسلام في تيمور الشرقية

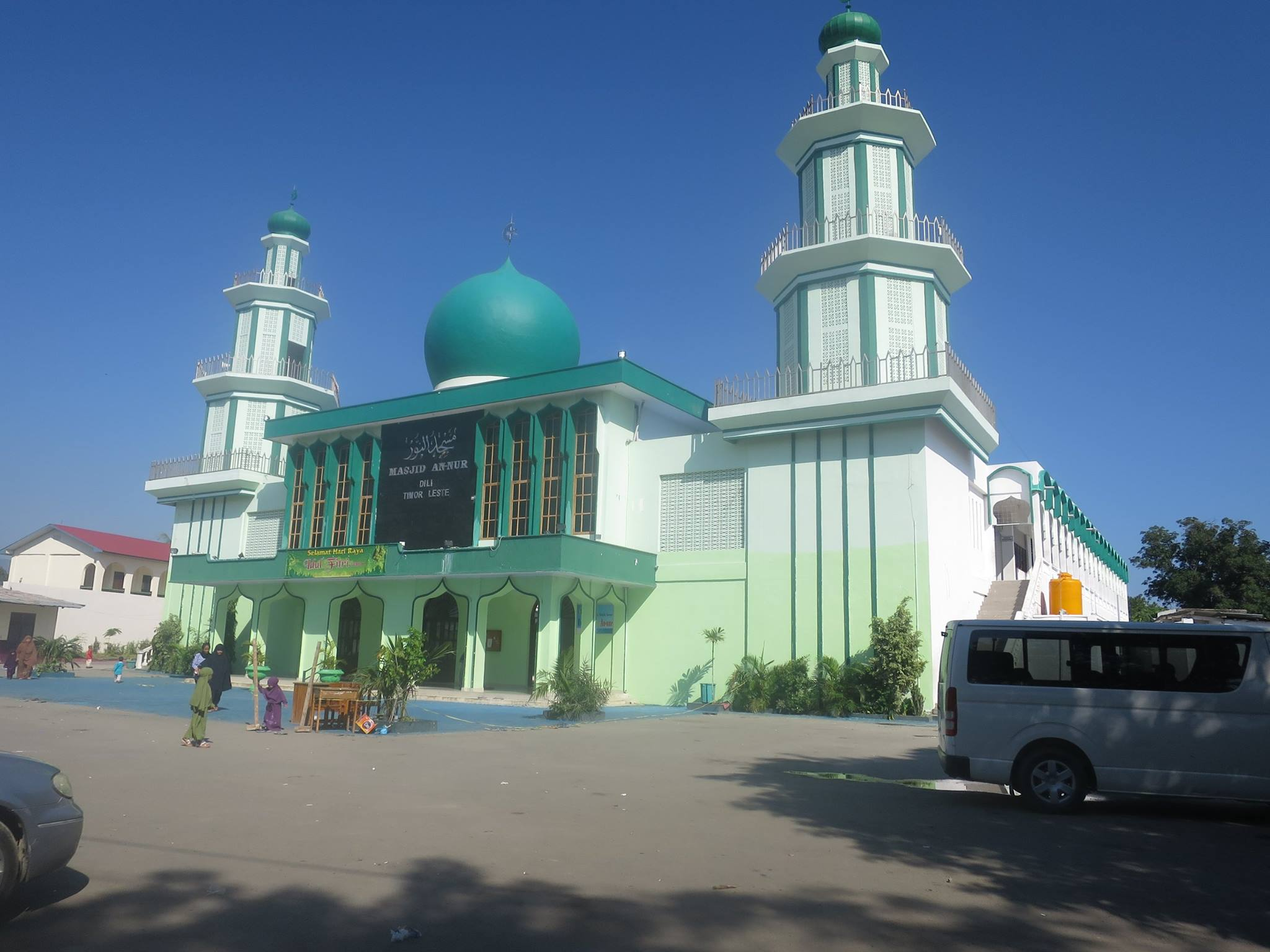
مسجد في تيمور الشرقية

يشكل المسلمون أقلية دينية في تيمور الشرقية. وتقدر وزارة الخارجية الأمريكية ووكالة الاستخبارات المركزية الأمريكية نسبة المسلمين في تيمور الشرقية بحوالي 1% من عدد السكان. وقد كان مسلم سني هو مرعي بن عمودة الكثيري ـذو الأصل العربي الحضرمي هو أول رئيس وزراء للبلاد (من مايو 2002 إلى يونيو 2006) بعد حصولها على الاعتراف الدولي، وقد استقال الكثيري في 26 يونيو 2006 في أعقاب أزمة سياسية طاحنة مرت بها البلاد. ويعد الكثيري من المسلمين القلائل للغاية الذين يشتغلون بالسياسة في تيمور الشرقية التي يدين 97% من سكانها بالكاثوليكية.

## نظرة عامة
في تعداد عام 2015، كان 2.824 من سكان تيمور الشرقية ينتمون إلى الإسلام. عاش 1695 منهم في بلدية ديلي، 258 في بوكو، 236 في لاوتيم، 212 في فيكيكي، 113 في مانوفاهي، 106 في ليكويكا والباقي في البلديات الأخرى.
بالإضافة إلى الأعياد المسيحية العديدة، كان عيد الفطر (نهاية رمضان) وعيد الأضحى إجازات عامة منذ عام 2005.

## المساجد
أكبر مسجد في البلاد هو مسجد النور في ديلي. وهو يقع في منطقة كامبونج ألور، ويعود تاريخه إلى عام 1981. وفيه مدرسة الخاصة. يوجد المزيد من المساجد في بوكو وسبالوس ويكيتشا.